# Куп четири нације 2018.
Куп четири нације 2018. (службени назив: 2018 Rugby Championship) је било 23. издање овог најквалитетнијег репрезентативног рагби 15 такмичења Јужне хемисфере.
Аустралија је разочарала, док су Аргентина и Јужна Африка играли променљиво. Титулу је одбранио Нови Зеланд.

## Формат такмичења
Свака репрезентација ће одиграти 6 утакмица, 3 тест меча код куће и 3 тест меча на страни. 4 бода се добијају за победу и 2 бода за нерешено. Један бонус бод се добија за 4 или више постигнутих есеја на једној утакмици и један бонус бод за пораз мањи од 8 поена разлике.

## Састави репрезентација

### Аргентина ("Пуме")
Скрам/Меле
- Факундо Бош, Ажен
- Агустин Креви, Џегуарси (капитен)
- Диего Фортуни, Џегуарси
- Хулијан Монтоја, Џегуарси
- Марко Сисиоли, Атлетико Сан Исидро
- Гастон Кортез, Лестер тајгерси
- Лукас Фавре, Ломас
- Хуан Фигало, Сараценси
- Сантијаго Гарсија Бота, Џегуарси
- Рамиро Херера, Стад Франс
- Сантијаго Медрано, Џегуарси
- Енрике Пијерето, Џегуарси
- Нахуел Тетаз Чапаро, Џегуарси
- Мајко Вивас, Атлетико дел Росарио
- Хуан Пабло Зејс, Лос Матрерас
- Матијас Алемано, Џегуарси
- Игнасијо Лараг, Атлетико Сан Исидро
- Томас Лаванини, Џегуарси
- Франко Молина, Џокеј Кордоба
- Гвидо Пети Пагадизабал, Џегуарси
- Лукас Паулос, Оливос
- Сантијаго Грондана, Шампањат
- Маркос Кремер, Џегуарси
- Хуан Мануел Легуизамон, Џегуарси
- Пабло Матера, Џегуарси
- Хавијер Ортега Десио, Џегуарси
- Томас Лезана, Џегуарси
- Родриго Бруни, Сан Лујис

Бекови
- Гонзало Бертрану, Џегуарси
- Томас Кубели, Џегуарси
- Мартин Ландајо, Џегуарси
- Жоакин Дијаз Бонила, Џегуарси
- Николас Санчез, Џегуарси
- Сантијаго Алварез, Џегуарси
- Жеронимо де ла Фуенте, Џегуарси
- Баутиста Ешура, Џегуарси
- Сантијаго Гонзалес Иглесијас, Џегуарси
- Матијас Морони, Џегуарси
- Матијас Орландо, Џегуарси
- Матијас Осачук, Сосиједад ал Сењо
- Себастијан Сенселери, Џегуарси
- Баутиста Делгај, Џегуарси
- Мануел Монтеро, Пусара
- Рамиро Мојано, Џегуарси
- Емилијано Бофели, Џегуарси
- Сантијаго Карерас, Кордоба
- Хуан Круз Малиа, Џегуарси

### Јужноафричка Република ("Спрингбокси")
Скрам/Меле
- Шалк Бритс, Слободан агент
- Малколм Маркс, Лајонси
- Бонџи Мбонамби, Стормерси
- Акер ван дер Мерве, Шаркси
- Томас ду Тоит, Шаркси
- Стивен Китшоф, Стормерси
- Винсент Коч, Сараценси
- Вилко Лов, Стормерси
- Франс Малхербе, Стормерси
- Тендаји Мтаварира, Шаркси
- Питер Стеф ду Тоит, Стормерси
- Ебен Езбет, Стормерси
- Франко Мостерт, Лајонси
- Марвин Ори, Лајонси
- РЏ Сниман, Булси
- Сил Бринк, Лајонси
- Жан Лук ди Приз, Шаркси
- Сија Колизи, Стормерси (капитен)
- Френсојис Лов, Бат
- Шикумбузо Ноче, Стормерси
- Марко ван Стаден, Булси
- Ворен Вајтли, Лајонси

Бекови
- Рос Кроње, Лајонси
- Фаф де Клерк, Сејл шаркси
- Ембросе Пепијер, Булси
- Иван ван Зил, Булси
- Елтон Жантис, Лајонси
- Андре Полард, Булси
- Демијан Вилемсе, Стормерси
- Лукијано Ам, Шаркси
- Демијан де Аленде, Вестерн провинс
- Андре Естерхујзен, Шаркси
- Џис Крил, Булси
- Лионел Мапо, Лајонси
- Рухан Нел, Вестерн провинс
- Ефју Данти, Лајонси
- Маказоле Мапимпи, Шаркси
- Лвази Мвово, Шаркси
- Сибусисо Нкоси, Шаркси
- Чеслин Кобе, Стад Тулуз
- Вили ле Ру, Воспс

### Аустралија ("Валабиси")
Скрам/Меле
- Фолау Фаинга, Брамбиси
- Толу Лату, Воратаси
- Брендон Паенга-Амоса, Квинсленд
- Татафу Полота-Нау, Лестер тајгерси
- Џермејн Ејнсли, Мелбурн
- Алан Алатоа, Брамбиси
- Секопе Кепу, Воратаси
- Том Робертсон, Воратаси
- Скот Сио, Брамбиси
- Тенијела Тупоу, Квинсленд
- Рори Арнолд, Брамбиси
- Адам Колеман, Мелбурн
- Изак Рода, Квинсленд
- Роб Симонс, Воратаси
- Лукан Туји, Квинсленд
- Ангус Контрел, Мелбурн
- Нед Хениген, Воратаси
- Мајкл Хупер, Воратаси (капитен)
- Дејвид Покок, Брамбиси
- Питер Саму, Крусејдерси
- Калеб Тиму, Квинсленд

Бекови
- Вил Џенија, Мелбурн
- Џејк Гордон, Воратси
- Ник Фипс, Воратаси
- Џо Пауел, Брамбиси
- Бернард Фоли, Вортаси
- Мет Томуа, Лестер тајгерси
- Кертли Бејл, Воратаси
- Рис Хоџ, Мелбурн
- Бил Мејкс, Мелбурн
- Џордан Петајиа, Квинсленд
- Кертис Рона, Воратаси
- Дејн Хејлет-Пети, Мелбурн
- Марика Корибете, Мелбурн
- Џејк Медокс, Мелбурн
- Сефанаја Навилу, Мелбурн
- Том Бенкс, Брамбиси
- Израел Фолау, Воратаси

### Нови Зеланд ("Ол блекси")
Скрам/Меле
- Дејн Колс, Херикејнси
- Лиам Колтман, Хајлендерси
- Нејтан Херис, Чифси
- Коди Тејлор, Крусејдерси
- Овен Френкс, Крусејдерси
- Џо Муди, Крусејдерси
- Тим Пери, Крусејдерси
- Ангус Тавао, Чифси
- Џефри Томага-Ален, Херикејнси
- Карл Туинукуфае, Чифси
- Офа Тунгафаси, Блузси
- Скот Берет, Крусејдерси
- Броди Реталик, Чифси
- Патрик Туипулоту, Блузси
- Сем Вајтлок, Крусејдерси
- Сем Кејн, Чифси
- Шенон Фризел, Хајлендерси
- Џексон Хемопо, Хајлендерси
- Арди Савеа, Херикејнси
- Лим Сквир, Хајлендерси
- Керијан Рид, Крусејдерси (капитен)
- Лук Вајтлок, Хајлендерси

Бекови
- ТЏ Перенара, Херикејнси
- Ерон Смит, Хајлендерси
- Те Тоироа Тахурионаги, Чифси
- Боден Барет, Херикејнси
- Демијан Макензи, Чифси
- Ричи Моунга, Крусејдерси
- Рајан Кроти, Крусејдерси
- Џек Годи, Крусејдерси
- Нгани Лаумапе, Херикејнси
- Ентон Линерт-Браун, Чифси
- Сони Бил Вилијамс, Блузси
- Ријеко Јоани, Блузси
- Нехе Милнер-Скудер, Херикејнси
- Ваисаке Нахоло, Хајлендерси
- Џорди Барет, Херикејнси
- Бен Смит, Хајлендерси

## Утакмице

### Прво коло
Аустралија - Нови Зеланд 13-38
Јужна Африка - Аргентина 34-21

### Друго коло
Нови Зеланд - Аустралија 40-12
Аргентина - Јужна Африка 32-19

### Треће коло
Нови Зеланд - Аргентина 46-24
Аустралија - Јужна Африка 23-18

### Четврто коло
Нови Зеланд - Јужна Африка 34-36
Аустралија - Аргентина 19-23

### Пето коло
Јужна Африка - Аустралија 23-12
Аргентина - Нови Зеланд 17-35

### Шесто коло
Јужна Африка - Нови Зеланд 30-32
Аргентина - Аустралија 34-45

## Табела
|   | Селекција    | ИГ | Д | Н | И | ПД  | ПП  | ПР  | БП | Б  |  |
| - | ------------ | -- | - | - | - | --- | --- | --- | -- | -- |  |
| 1 | Нови Зеланд  | 6  | 5 | 0 | 1 | 225 | 132 | +93 | 5  | 25 |  |
| 2 | Јужна Африка | 6  | 3 | 0 | 3 | 160 | 154 | +6  | 3  | 15 |  |
| 3 | Аустралија   | 6  | 2 | 0 | 4 | 124 | 176 | -52 | 1  | 9  |  |
| 4 | Аргентина    | 6  | 2 | 0 | 4 | 151 | 198 | -47 | 0  | 8  |  |

| Шампион Јужне хемисфере у рагбију 2018. |
| --------------------------------------- |
| Нови Зеланд 16. титула                  |

## Статистика
Најгледанија утакмица
- Аустралија - Нови Зеланд 66 318 гледалаца

Највише поена
- Николас Санчез 67, Аргентина
- Боден Барет 61, Нови Зеланд
- Андре Полард 47, Јужна Африка
- Бернард Фоли 22, Аустралија

Највише есеја
- Боден Барет 5, Нови Зеланд
- Ефју Данти 5, Јужна Африка
- Николас Санчез 4, Аргентина
- Вил Џенија 3, Аустралија